# Robbie Baldwin
Robert "Robbie" Baldwin, originalmente conosciuto come Speedball e successivamente come Penance, è un personaggio dei fumetti creato da Tom DeFalco (testi) e Steve Ditko (disegni) nel 1988. Baldwin è comparso la prima volta in Amazing Spider-Man Annual n. 22 (1988).

## Biografia del personaggio
Robert Baldwin ebbe i suoi poteri nel laboratorio di ricerche Hammond, dove uno scienziato provò a contenere un'energia sconosciuta di un'altra dimensione. Tale energia bombardò Robbie che si ritrovò in uno strano vestito e circondato da strane bolle d'energia.
In una rissa seguente Robbie scoprì che poteva creare scudi di energia che assorbivano l'impatto.
Così inizio una carriera nella sua città come eroe, nonostante il padre fosse un procuratore distrettuale con problemi matrimoniali, che credeva che i vigilanti fossero una minaccia.
Tempo dopo assieme ad altri eroi fermò Terrax, uno degli araldi di Galactus, e formò i New Warriors.
Quando la madre di Robbie scoprì la sua identità segreta, divorziò e così Robbie andò a vivere a New York, continuando la sua collaborazione con i New Warriors.

### Civil War
Robbie iniziò a lavorare in un reality show con i New Warriors, dove venivano documentate le loro avventure. Durante la caccia al criminale Nitro, l'esplosione causata da quest'ultimo diede luogo alla tragedia di Stamford, evento che diede inizio alla Civil War. Questi eventi lo fecero cambiare notevolmente: era infatti sopravvissuto solo grazie ai suoi poteri, e risvegliatosi, rilasciando energia, aveva ucciso due uomini.
A causa dell'enorme impatto, sembrava che i suoi poteri fossero scomparsi, come se "consumati" dall'assorbire l'enorme esplosione che, tra l'altro lo ha ridotto in coma per un certo periodo. Risvegliatosi, Robbie si trovò ad essere l'uomo più odiato d'America, visto che tutta la nazione lo reputava colpevole.
Anche nel carcere in cui fu rinchiuso Robbie subì maltrattamenti dagli altri detenuti che lo definivano un "ammazza-bambini".
Reed Richards gli consigliò di registrarsi, ma Robbie rifiutò, in quanto non si riteneva colpevole. Mentre si recava al processo accompagnato dal suo avvocato Jennifer Walters alias She-Hulk il padre di una bambina morta nella tragedia di Stamford sparò a Robbie (in un agguato che ricorda molto quello di Jack Ruby a Lee Harvey Oswald); il colpo non lo uccise ma una scheggia del proiettile, incastrata nella spina dorsale, riattivò i suoi poteri, che a causa di questo particolare si manifestarono in un altro modo, ovvero sotto forma di esplosioni cinetiche che si attivano ogni qualvolta Robbie prova dolore. Successivamente, vedendo tutto l'odio che si riversava su di lui, Robbie si convinse di essere il colpevole: cambiò radicalmente il suo carattere e si unì ai Thunderbolts, assumendo l'identità di Penance. Il nuovo costume ha, all'interno, 612 spine che gli penetrano sottopelle facendogli sentire in continuazione un dolore atroce.
Il numero fu scelto in base alle vittime di Stamford; a suo dire, questa è la giusta punizione per i peccati che ha commesso.

### Secret Invasion
Durante Secret Invasion i Thunderbolts vengono inviati a Washington per proteggerla dall'attacco degli Skrull.
Qui i Thunderbolts incontrano un gruppo di Skrull con le sembianze delle vittime del disastro di Stamford. Penance è infastidito da questa cosa, ma grazie a Norman Osborn capisce che è uno stratagemma.

### Dark Reign
Durante Dark Reign, Osborn convince Penance a unirsi all'Iniziativa (organizzazione), tramite droghe e lavaggio del cervello.
Penance viene portato al Campo H.A.M.M.E.R.. Intanto giungono al campo H.A.M.M.E.R. anche la resistenza dei Vendicatori con alcuni ex membri dei New Warriors. Qui Penance, sotto l'influenza del lavaggio del cervello, ingaggia una battaglia con i suoi ex compagni e gli ex New Warriors non sanno di combattere Speedball in quanto non riconoscono l'armatura di Penance. La resistenza dei Vendicatori riesce infine a rompere il lavaggio del cervello e a far ricordare a Penance tutta la sua vita.

### Assedio
Penance si ribella all'H.A.M.M.E.R. e aiuta la resistenza dei Vendicatori, rivelando la sua identità ai New Warriors durante la battaglia.

### Età degli Eroi
Penance riprende l'identità di Speedball e lavora all'Accademia dei Vendicatori. Però conserva in segreto il casco di Penance per poter attivare e immagazzinare i propri poteri. Hank Pym gli promette di trovare un modo migliore per attivare i suoi poteri.

## Poteri e abilità
I suoi poteri come Speedball erano di creare un campo di forza che assorbe e riflette amplificata l'energia cinetica diretta verso di lui. Adesso i suoi poteri sono cambiati: crea delle esplosioni e deve sentire dolore per usarli. Perciò indossa la tuta masochista di Penance, una vergine di ferro, con 612 punte per stimolare i centri nervosi e attivare quindi i suoi poteri.
Non si è visto molto dei suoi poteri, ma nel gioco Marvel la grande alleanza 2 è in grado di evocare sfere d'energia dal cielo, sparare raggi energetici, creare piccoli campi protettivi, creare esplosioni di alta potenza ed addirittura formare un tornado intorno a sé ed intanto spostarsi con esso.

## Altri media

### Televisione
- Il personaggio, interpretato da Calum Worthy, è stato tra i protagonisti della serie televisiva Marvel's New Warriors, originariamente ambientata all'interno del Marvel Cinematic Universe, ma successivamente cancellata.[1][2]